# کوبلنگکی (شهرستان گروجیسک ویلکوپولسکی)
کوبلنگکی (به لهستانی:  Kobylniki) یک روستا در لهستان است که در گمینا گروجیسک ویلکوپولسکی واقع شده‌است.
 کوبلنگکی  ۲۰۳ نفر جمعیت دارد.